# Костромское реальное училище
Костромское реальное училище — среднее учебное заведение, действовавшее в городе Костроме. В настоящее время — средняя образовательная школа № 29 (улица Островского, 38).

## История
В первоначальном варианте двухэтажный дом с антресолями был выстроен до 1810 году купцами Юдиными. В 1826 году дом был куплен сенатором С. С. Борщовым, а в 1827 году отошёл к удельной конторе. В 1868 году здание приобретено городским обществом, расширено с обоих торцов, надстроено третьим этажом.
Решением городской думы от 16 марта 1873 года в Костроме было открыто реальное училище, разместившееся в доме городского головы Г. Г. Набатова. Открытие училища состоялось 20 августа 1873 года. В новом учебном заведении узучались: русский язык, история, география, математика, законоведение, естествознание, немецкий, французский, Закон Божий, рисование, черчение, физика. Училище было прекрасно обеспечено учебными пособиями, располагало хорошо оснащенными физическим и механическим кабинетами и собственной метеостанцией (первой в Костроме). Среди преподавателей училища были известные педагоги: С. М. Георгиевский, А. Н. Рождественский, И. В. Миловидов и другие.
На 1912/1913 учебный год стоимость обучения в училище составляла 50 рублей в год. Обучалось 262 человека. При VI классе имелся параллельный класс. Училище размещалос в городском здании, предоставленном в распоряжение учебного заведения пока последнее будет существовать. Само здание оценивалось в 106 765 рублей (89 900 руб — здание и 17 165 руб — земля). Содержание составляло: от казны — 42 877 рублей; от города — 3710 рублей (но вся плата от 1 класса поступала в городскую кассу); губернское земство — 2430 рублей и специальные средства училища — 253 рубля.
В период Первой мировой войны в здании училища был организован госпиталь.
В 1918 году училище преобразовано во вторую советскую школу. В 1930 году вторая девятигодичная школа реорганизована в пятую Костромскую ФЗС им. М. В. Фрунзе, а в 1935 в среднюю школу № 29 им. М. В. Фрунзе.
Во время Великой Отечественной войны в здании школы размещались госпиталь и ленинградская Военно-транспортная академия.

## Директора училища
- Василий Павлович Булгак (20 августа 1873 — ?), надворный советник, скончался 24 января 1919 года, 79 лет, вдов, погребён на Новом кладбище Костромы[3].

…
- Иван Фёдорович Слудский (1911—1914), сын профессора Ф. А. Слудского, коллежский советник[4], на 1925 год был преподавателем Государственного электромашиностроительного института имени Я. Ф. Каган-Шабшая.

## Выпускники
См. также Выпускники Костромского реального училища
Здесь учились известный русский агроном-селекционер и прогрессивный общественный деятель Н. Л. Скалозубов (1861—1915), химик-органик С. Н. Ушаков (1893—1964), один из создателей советской гражданской авиации В. Ю. Юнгмейстер (1889—1938) и другие деятели науки и культуры.